# Едуард Белчер
Едуард Белчър (на английски: Edward Belcher) е британски морски офицер, адмирал и пътешественик-изследовател.

## Ранни години (1799 – 1825)
Роден е на 27 февруари 1799 година в Халифакс (дн. провинция Нова Скотия), Канада, в семейството на търговеца Андрю Белчър. През 1812 година, едва 13-годишен, постъпва в Кралския военноморски флот. На 15 – 16 години, вече като мичман, Белчър изобретява два вида корабни котви, моделите на които са в колекцията на морския музей в Лондон.

## Изследователска дейност (1825 – 1854)

### Участие в експедицията на Фредерик Бичи (1825 – 1826)
През 1825 – 1826 участва в експедицията на Фредерик Уилям Бичи в Тихия океан и покрай бреговете на Аляска в помощ на Джон Франклин, който се придвижва на запад по северното крайбрежие на Северна Америка.
Впоследствие е вече капитан на кораб, с който извършва картографиране на част от северните и западни брегове на Африка.

### Околосветско плаване (1836 – 1842) и изследване на Югоизточна Азия (1843 – 1847)
От 1836 до 1842 г., с два кораба „Сулфур“ и „Самаранг“, Белчер извършва околосветско плаване, по време на което извършва детайлно картиране на тихоокеанското крайбрежие на Южна Америка. Изследователската му дейност е нарушена, защото двата кораба командвани от него са изпратени за участие във войната в Китай през 1840.
През 1841, по време на войната Белчер извършва първото детайлно картографиране и проучване на бреговете на Хонг Конг и пристанището му. След края на войната през 1842, след шестгодишно отсъствие се прибира в Англия и защитава бакалавърска степен по геодезия.
От 1843 до 1847 извършва геодезически и топографски снимки в Източна Индия, Филипините и на други места в Югоизточна Азия.

### Арктическа експедиция (1852 – 1854)
През 1852 получава командването на правителствена експедиция в Арктика с два ветроходни кораба („Резолюшън“ и „Асистанс“), два парахода и плаваща база „Норт Стар“ и екипаж от 222 души за търсене и спасяване на сър Джон Франклин, и оказване на помощ на експедициите на Ричард Колинсън и Робърт Макклур, за съдбата на които в Англия започват да се тревожат. През Бафиновия залив и протока Ланкастър в средата на август флотилията достига до остров Бичи, където се разделя.
През 1852 на кораба „Асистанс“ и един от параходите Белчер се движи на север през протоците Уелингтън и Пени и се установява на зимуване край северозападния бряг на п-ов Гринел (северозападната част на остров Девън). С лодка през август и септември заобикаля от север полуострова и открива на север от него, на 77°40′ с. ш. 95°00′ з. д. / 77.666667° с. ш. 95° з. д., остров Корнуол (2358 км2) и протока Белчер (77°10′ с. ш. 93°00′ з. д. / 77.166667° с. ш. 93° з. д.), отделящ го на юг от п-ов Гринел.
В началото на 1853 извършва поход с кучешки впрягове по северния бряг на п-ов Гринел и на изток от него на 19 май открива протока Кардигън, а на североизток, на 76°40′ с. ш. 90°20′ з. д. / 76.666667° с. ш. 90.333333° з. д. остров Норт Кент (590 км2). По този начин открива западния вход на протока Джонс, отделящ остров Девън на юг от остров Елсмиър на север. На обратния път, на 76°35′ с. ш. 93°10′ з. д. / 76.583333° с. ш. 93.166667° з. д. открива Артур фиорд, почти отделящ п-ов Гринел от останалата част на остров Девън.
Двата кораба на Белчер в средата на юли 1853 дрефуват заедно с ледовете на юг и са изнесени от теченията през протоците Пени и Куинс Чанъл към северния вход на протока Уелингтън, където провеждат второ зимуване в малък залив на западното крайбрежие на Девън. На 25 август 1854 г., след като англичаните правят неуспешен опит да освободят корабите от ледения плен ги изоставят и с шейни и лодки се добират до остров Бичи, където ги очаква базовия кораб „Норт Стар“. Другите два кораба командвани от Хенри Келет също са изоставени сред ледовете и неговата група в средата на юни 1854 пеша се добира до базовия кораб. На 26 август претоварения „Норт Стар“ се отправя за Англия, но скоро се срещат с два кораба от спомагателната експедиция на Едуард Огъстъс Инглфилд и трите кораба през септември благополучно се завръщат в родината. След една година, на 10 септември 1855, капитанът на американски китобоен кораб Сидни Бадингтън среща в протока Дейвис напълно изправен кораб без екипаж. Това бил корабът на Хенри Келет „Резолюшън“, който бил пренесен от теченията и Бадингтън благополучно довежда своя трофей в САЩ.
Въпреки направените множество открития експедицията е неуспешна. Не успява да открие изчезналата експедиция на Джон Франклин и освен това за изоставянето в ледовете на четири от петте си кораба, Белчер и капитаните на останалите кораби са изправени пред военен съд, но скоро са оправдани и са им върнати шпагите.
Белчер описва полярната си експедиция в книгата „The last of the arctic voyages of search of sir John Franklin“ (2 vols, London, 1855), която е издадена в Лондон през 1855.

## Последни години (1854 – 1877)
След последната си експедиция и след оправдаването му от военния съд Белчер прекратява активната си военна служба. През 1867 му е присъдено рицарско звание, а през 1872 е произведен в чин адмирал.
Умира на 18 март 1877 година в Лондон на 78-годишна възраст.

## Памет
Неговото име носят:
- залив Белчер (22°17′ с. ш. 114°07′ и. д. / 22.283333° с. ш. 114.116667° и. д.) в Хонг Конг;
- ледник Белчер (75°41′ с. ш. 81°21′ з. д. / 75.683333° с. ш. 81.35° з. д.) в североизточната част на остров Девън в Канадския Арктичен архипелаг;
- нос Белчер (75°46′ с. ш. 81°06′ з. д. / 75.766667° с. ш. 81.1° з. д.) в североизточната част на остров Девън в Канадския Арктичен архипелаг;
- остров Белчер (77°25′ с. ш. 93°44′ з. д. / 77.416667° с. ш. 93.733333° з. д.) в Канадския Арктичен архипелаг;
- острови Белчер (56°20′ с. ш. 79°30′ з. д. / 56.333333° с. ш. 79.5° з. д.) в Хъдсъновия залив;
- проток Белчер (77°10′ с. ш. 93°00′ з. д. / 77.166667° с. ш. 93° з. д.) между п-ов Гринел на остров Девън на юг и остров Корнуол на север в Канадския Арктичен архипелаг.